# Río Mojo
El Mojo es una importante vía fluvial en el municipio de Manzanillo, Colima, México. La zona está bordeada por una vasta vegetación tropical que cuenta con un Puente, del mismo nombre, en donde hay una agradable zona de comedores y áreas para acampar. Cuenta con área de estacionamiento y servicios sanitarios. La zona se encuentra a 10 minutos por la carretera a  Minatitlán donde se toma una desviación por terraceria y aproximadamente en un trayecto de 30 minutos se llega al lugar.
- Datos: Q6115425